# Paul Paray
Paul Paray (Le Tréport, 24 de maio de 1886 – Monte Carlo, 10 de outubro de 1979) foi um maestro francês, organista e compositor. Ele é mais lembrado nos Estados Unidos por ter sido o Maestro Residente na Orquestra Sinfônica de Detroit por mais de uma década. Ele casou-se com Yolande Falck, dia 25 de agosto de 1944.

## Biografia
O pai de Paray, Auguste, foi um escultor e organista na igreja St. Jacques e comandou uma sociedade musical amadora. Ele pôs o jovem Paul na orquestra da sociedade, como baterista. Depois, Paray foi para Rouen para estudar música com os monges Bourgeois e Bourdon, e órgão com Haelling. Isso o preparou para ingressar no Conservatório de Paris. Em 1911, Paray venceu o prêmio Grand Prix de Rome, pela sua cantata Yanitza.
Com o início da Primeira Guerra Mundial, Paray precisou alistar-se e ingressou no Exército Francês. Em 1914 ele foi um prisioneiro de guerra no campo de Darmstadt, onde compôs um Quarteto para Cordas.
Depois da guerra, Paray foi convidado para ser maestro da orquestra do Casino de Cauterets, incluindo músicos da Orquestra Lamoureux. Depois disso, ele foi o Diretor Musical da Orquestra de Monte Carlo e presidente do Concertos de Colônia.
Em 1922, Paray compôs o balé Adonis Troublé. Em 1931 ele escreveu a Missa para o 500º Aniversário de Morte de Joana D'Arc, que teve a première na catedral de Rouen. Em 1935 ele escreveu a Sinfônica nº 1, que teve a première no Concertos de Colônia. Ele compôs sua segunda sinfonia em 1941.
Paray fez a sua estreia com a Filarmônica de Nova Iorque em 1939. Em 1952, ele foi apontado como Diretor Musical da Orquestra Sinfônica de Detroit, conduzindo inúmeras gravações para a Mercury.
Paray conduziu o repertório orquestral muito bem, mas era especializado na literatura sinfônica francesa. Uma das gravações mais renomadas foi feita em outubro de 1957, com a Sinfonia nº 3 de Camille Saint-Saëns. Paray fez da Sinfônica de Detroit, uma das melhores orquestras do mundo. Marcel Dupré, um amigo de infância, foi organista na gravação.
Ele foi o Patrono Nacional da Delta Omicron, uma fraternidade de música internacional e faleceu em Monte Carlo, em 10 de outubro de 1979.

## Obras selecionadas
Palco
- Yanitza, Scène lyrique d'après une légende albanaise (1911); poema de Georges Spitzmuller [fr]
- Artémis troublée, balé de Ida Rubinstein, figurinos de Léon Bakst (1911-1912)

Orquestral
- Symphonie d'archets para orquestra de cordas (1919); orquestração do quarteto de cordas
- Noturno para orquestra de câmara
- Sinfonia No. 1 em dó maior (1934)
- Sinfonia No. 2 em lá maior (1936)

Concertante
- Fantaisie para piano e orquestra (1909)
- Humoresco para violino e orquestra de câmara (1910)

Música de câmara
- Trio para Piano (1905)
- Sérénade para violino (ou flauta) e piano (1908)
- Sonata em dó menor para violino e piano (1908)
- Humoresco para violino e piano (ou orquestra de câmara) (1910)
- Noturno para violino (ou violoncelo) e piano (1910)
- Quarteto de Cordas em mi menor (1919)
- Sonata No. 1 em si♭ maior para violoncelo e piano (1919)
- Sonata No. 2 em dó maior para violoncelo e piano

Piano
- Tarantelle
- Scherzetto
- Improviso
- Vértice
- Incertitude
- Entêtement
- Canção de ninar
- Valse-capricho (1906)
- Romance (1909)
- Retratos d'enfants (1910)
- Valse sur un thème de Franz Schubert (1911) ·
- Impressões (1912)

1. Nostalgie
2. Eclaircie
3. Primesaut

- Reflets romantiques (1912)

1. Avec esprit et charme
2. Condenação
3. En rêvant
4. Avec fougue
5. Souple
6. Léger
7. Tenro
8. Energique

- Sept pièces (1913) ·
- Presto (1913) ·
- Prélude, scherzo et allegro
- Thème et variations (1913)
- Prélude em fá maior (1913)
- Allegro (1913) ·
- Scherzo (1913) ·
- D'une âme... (1914)
- Peças para piano a 4 mãos (1914)
- Éclaircie (1923) ·
- Prélude (1930) ·
- Allegretto
- Prélude en mi bémol mineur
- Prélude en fa mineur
- Sur la mer
- Valse en fa dièse mineur
- Valse en fa mineur
- Vértice
- La vraie furlana

Vocal
- Nuit d'Italie para voz e piano; palavras de Paul Bourget
- Laurette para voz e piano; palavras de Alfred de Vigny
- Sépulcre para voz e piano; palavras de Leon Volade
- Paroles à la lune para voz e piano (1903); palavras de Anna de Noailles
- Panis Angelicus para voz e violoncelo (1904)
- Dans les bois para voz e piano (1904); palavras de Gérard de Nerval
- La Promesse para voz e piano ou orquestra (1910); palavras de Gabriel Montoya
- La Plainte para voz e piano ou orquestra (1911); palavras de Lucien Paté
- Le Papillon para voz e piano ou orquestra (1911); palavras de Jean Aicard
- Le Champ de bataille (1912); palavras de Théophile Gautier
- Trois Mélodies para voz e piano ou orquestra (1912); palavras de Théophile Gautier

1. Infidélité
2. La Dernière feuille
3. Serment

- Villanelle para voz e piano ou orquestra (1912); palavras de Théophile Gautier
- Chanson violette para voz e piano ou orquestra (1913); palavras de Albert Samain
- Le Chevrier para voz e piano ou orquestra (1913); palavras de José-Maria de Heredia
- Il est d'étranges soirs para voz e piano ou orquestra (1913) palavras de Albert Samain
- Viola para voz e piano (1913); palavras de Albert Samain
- In manus tuas para voz, oboé e órgão (1914)
- Quatre poèmes de Jean Lahor para voz e piano ou orquestra (1921)

1. Après l'orage
2. Adieux
3. Après le bal
4. Dèsir de mort

- Vocalise-étude para voz média e piano (1924)
- Le Poèt et la musa para voz e piano; palavras de E. Thévenet
- L'Embarquement pour l'idéal para voz e piano; palavras de Catulle Mendès
- Mortes les fleurs para voz e piano; palavras de P. May
- Chanson napolitaine para voz e piano; palavras de P. May

Coral
- Os Justi, Ofertório para coro e órgão (1903)
- Acis et Galatée, Cantata (1910)
- Jeanne d'Arc, Oratório (1913); palavras de Gabriel Montoya
- Salve Regina para coro a cappella (1929)
- Messe du cinquième centenaire de la mort de Jeanne d'Arc (Missa pelo V Centenário da Morte de Joana d'Arc) para solistas, coro e orquestra (1931)
- Nuit tombante para coro e orquestra
- Pastorale de Noël pour para solistas, coro e orquestra
- Soleils de septembre para coro e orquestra